# 진주 영남포정사 문루
진주 영남포정사 문루(晉州 嶺南布政司 門樓)는 대한민국 경상남도 진주시 남성동, 진주성에 있는 조선시대의 건축물이다.
1983년 7월 20일 경상남도의 문화재자료 제3호 영남포정사 문루으로 지정되었다가, 2018년 12월 20일 현재의 명칭으로 변경되었다.

## 개요
조선시대 경상남도 관찰사가 업무를 처리하던 영남포정사의 정문이다．
조선 광해군 10년(1618) 병사를 지내던 남이흥이 내성의 동쪽문을 고쳐 세우고 옆에 대변루(待變樓)를 새로 지었는데, 이것이 망미루의 본래 건물이다. 후에 영남포정사라고 하였으며, 경상남도 도청을 부산으로 옮기기 전까지 도청의 정문으로 사용하였다.
'망미루(望美樓)'라는 현판은 수원 유수를 지낸 서영보가 쓴 것이다.

## 같이 보기
- 진주성

## 참고 자료
- 영남포정사문루 - 국가유산청 국가유산포털